# Axel Hultman (direktör)
Axel Otto Hultman, född den 8 januari 1872 i Gryts socken, Södermanlands län, död den 21 maj 1921 i Saltsjöbadens församling, Nacka, Stockholms län, var en svensk elektroingenjör och industriman.
Efter mogenhetsexamen 1890 utexaminerades Hultman från Kungliga Tekniska högskolan 1893. Han var elev vid Aseas verkstäder i Västerås 1893–1894, blev ingenjör vid Luth & Roséns Elektriska AB i Stockholm 1894, var föreståndare för samma bolags filial i Gävle 1896 och i Stockholm 1898–1905, föreståndare för Aseas stockholmsfilial 1905–1912 och verkställande direktör vid Luth & Roséns Elektriska AB från 1912.
Hultman var med och grundade branschorganisationen Sveriges elektroindustriförening år 1918 och invaldes i föreningens första styrelse samma år.
Tillsammans med Johan Alfred Björling tog sig Hultman den 9 juli 1889, bara sjutton år gammal, upp på Kebnekaises sydtopp längs den västra leden, som också kallas Björlings led. Detta betraktades först som den första bestigningen av Kebnekaise. Senare visade det sig att fransmannen Charles Rabot tillsammans med Jon Larsson, same och fjällguide, Hans Monsen från Bodø samt Pehr Abrahamsson hade bestigit Kebnekaise den 22 augusti 1883. Rabot publicerade sin redogörelse för bestigningen 1898 i sin bok Au Cap Nord - och Björling och hans följeslagare förlorade därmed äran att först ha bestigit Sveriges högsta berg.